# Lunca Cetățuii, Iași
Lunca Cetățuii este un sat în comuna Ciurea din județul Iași, Moldova, România.
Satul Lunca Cetățuii este compus din 3 cătune: Baba Necula, Zanea și Juvăț.

## Istoric
Lunca Cetățuii este atestat documentar la sfârșitul secolului al XVIII lea, cu timpul înglobând și cătunul Baba Necula. A fost stație de post ce lega Iașul de Vaslui.